# Книшівка (Кременчуцький район)
Книші́вка — село в Україні, у Новогалещинській селищній громаді Кременчуцького району Полтавської області. Населення становить 105 осіб. 
Після ліквідації Козельщинського району 19 липня 2020 року село увійшло до Кременчуцького району.

## Географія
Село Книшівка знаходиться на лівому березі річки Псел, вище за течією на відстані 4 км розташоване село Піски, нижче за течією на відстані 2,5 км розташоване село Йосипівка, на протилежному березі — село Ламане. Річка в цьому місці звивиста, утворює лимани, стариці та заболочені озера. Поруч з селом проходить газопровід «Союз».

## Історія
12 червня 2020 року, відповідно до розпорядження Кабінету Міністрів України № 721-р «Про визначення адміністративних центрів та затвердження територій територіальних громад Полтавської області», село увійшло до складу  Новогалещинської селищної громади.
19 липня 2020 року, в результаті адміністративно - територіальної реформи та ліквідації Козельщинського району, село увійшло до складу новоутвореного Кременчуцького району.